# Earache Records
Earache Records je diskografska kuća koja se specijalizirala za heavy metal izdanja. 
Osnovao ju je Digby Pearson 1985. u Nottinghamu, te je bila jedna od prvih koja je objavljivala grindcore i death metal albume.

## Sastavi
Neki od sastava koji imaju ili su imali potpisan ugovor s Earache Recordsom:
| - Adema - Anal Cunt - Annihilator - At the Gates - The Berzerker - Bring Me the Horizon - Bonded By Blood - Carcass - Carnage - Cerebral Bore - Circle of Dead Children - Decapitated - Deicide - The Dillinger Escape Plan - Entombed | - Evile - Extreme Noise Terror - Gama Bomb - Godflesh - Hate Eternal - The Haunted - Morbid Angel - Mortiis - Municipal Waste - Napalm Death - Terrorizer - Vader - Violator - White Wizzard |

## Vanjske poveznice
- Službena stranica